# Campeonato Argentino Juvenil 1982
El Campeonato Argentino Juvenil de 1982 fue la undécima edición del torneo para seleccionados juveniles (menores de 19 años) de las uniones regionales afiliadas a la  Unión Argentina de Rugby. Se llevó a cabo entre el 3 de julio y el 24 de octubre de 1982.
La Unión de Rugby del Valle del Chubut fue designada por primera vez como sede de las fases finales del campeonato juvenil, habiendo anteriormente hospedado las etapas definitorias del torneo de mayores en 1976. Los encuentros se disputaron en la ciudad de Trelew.
Buenos Aires ganó el torneo por décimo año consecutivo luego de vencer nuevamente en la final a la Unión Cordobesa de Rugby por 19-10.

## Equipos participantes
Participaron de esta edición diecinueve equipos: dieciocho uniones provinciales y la Unión Argentina de Rugby, representada por el seleccionado de Buenos Aires. 
| Equipo              | Unión                                                |
| ------------------- | ---------------------------------------------------- |
| Alto Valle          | Unión de Rugby del Alto Valle de Río Negro y Neuquén |
| Austral             | Unión de Rugby Austral                               |
| Buenos Aires        | Unión Argentina de Rugby                             |
| Chubut              | Unión de Rugby del Valle del Chubut                  |
| Córdoba             | Unión Cordobesa de Rugby                             |
| Cuyo                | Unión de Rugby de Cuyo                               |
| Entre Ríos          | Unión Entrerriana de Rugby                           |
| Jujuy               | Unión Jujeña de Rugby                                |
| Mar del Plata       | Unión de Rugby de Mar del Plata                      |
| Misiones            | Unión de Rugby de Misiones                           |
| Nordeste            | Unión de Rugby del Nordeste                          |
| Rosario             | Unión de Rugby de Rosario                            |
| Salta               | Unión de Rugby de Salta                              |
| San Juan            | Unión Sanjuanina de Rugby                            |
| Santa Fe            | Unión Santafesina de Rugby                           |
| Santiago del Estero | Unión Santiagueña de Rugby                           |
| Sur                 | Unión de Rugby del Sur                               |
| Tandil              | Unión Tandilense de Rugby                            |
| Tucumán             | Unión de Rugby de Tucumán                            |

## Eliminatorias
Se disputaron dos encuentros eliminatorios para definir la clasificación a las Zonas 1 y 3.

### Eliminatoria Zona 1
| 21 de agosto | Jujuy | 6 - 21  | Santiago del Estero | Jujuy, |  |
|              |       | Reporte |                     |        |  |

### Eliminatoria Zona 3
| 3 de julio | Tandil | 0 - 39  | Mar del Plata | Tandil, |  |
|            |        | Reporte |               |         |  |

## Primera fase

### Zona 1
La Unión de Rugby de Salta actuó como sede de la Zona 1.
|  | Semifinales         | Semifinales         | Semifinales  |         |       | Final        | Final        | Final        |  |
|  | 2 de octubre        | 2 de octubre        | 2 de octubre |         |       | 3 de octubre | 3 de octubre | 3 de octubre |  |
|  |                     |                     |              |         |       |              |              |              |  |
|  |                     |                     |              |         |       |              |              |              |  |
|  | Salta               | Salta               | 35           |         |       |              |              |              |  |
|  | Salta               | Salta               | 35           |         |       |              |              |              |  |
|  | Nordeste            | Nordeste            | 7            |         |       |              |              |              |  |
|  | Nordeste            | Nordeste            | 7            |         | Salta | Salta        | 19           |              |  |
|  |                     |                     |              |         | Salta | Salta        | 19           |              |  |
|  |                     |                     | Tucumán      | Tucumán | 10    |              |              |              |  |
|  | Tucumán             | Tucumán             | Tucumán      | Tucumán | 10    | 29           |              |              |  |
|  | Tucumán             | Tucumán             |              |         |       | 29           |              |              |  |
|  | Santiago del Estero | Santiago del Estero | 18           |         |       |              |              |              |  |
|  | Santiago del Estero | Santiago del Estero | 18           |         |       |              |              |              |  |
|  |                     |                     |              |         |       |              |              |              |  |

### Zona 2
La Unión Cordobesa de Rugby actuó como sede de la Zona 2.
|  | Semifinales     | Semifinales     | Semifinales     |         |         | Final           | Final           | Final           |  |
|  | 4 de septiembre | 4 de septiembre | 4 de septiembre |         |         | 5 de septiembre | 5 de septiembre | 5 de septiembre |  |
|  |                 |                 |                 |         |         |                 |                 |                 |  |
|  |                 |                 |                 |         |         |                 |                 |                 |  |
|  | Córdoba         | Córdoba         | 36              |         |         |                 |                 |                 |  |
|  | Córdoba         | Córdoba         | 36              |         |         |                 |                 |                 |  |
|  | Santa Fe        | Santa Fe        | 16              |         |         |                 |                 |                 |  |
|  | Santa Fe        | Santa Fe        | 16              |         | Córdoba | Córdoba         | 13              |                 |  |
|  |                 |                 |                 |         | Córdoba | Córdoba         | 13              |                 |  |
|  |                 |                 | Rosario         | Rosario | 3       |                 |                 |                 |  |
|  | Rosario         | Rosario         | Rosario         | Rosario | 3       | 56              |                 |                 |  |
|  | Rosario         | Rosario         |                 |         |         | 56              |                 |                 |  |
|  | Misiones        | Misiones        | 3               |         |         |                 |                 |                 |  |
|  | Misiones        | Misiones        | 3               |         |         |                 |                 |                 |  |
|  |                 |                 |                 |         |         |                 |                 |                 |  |

### Zona 3
La Unión de Rugby de Cuyo actuó como sede de la Zona 3.
|  | Semifinales   | Semifinales   | Semifinales   |               |      | Final       | Final       | Final       |  |
|  | 10 de julio   | 10 de julio   | 10 de julio   |               |      | 11 de julio | 11 de julio | 11 de julio |  |
|  |               |               |               |               |      |             |             |             |  |
|  |               |               |               |               |      |             |             |             |  |
|  | Cuyo          | Cuyo          | 21            |               |      |             |             |             |  |
|  | Cuyo          | Cuyo          | 21            |               |      |             |             |             |  |
|  | Sur           | Sur           | 12            |               |      |             |             |             |  |
|  | Sur           | Sur           | 12            |               | Cuyo | Cuyo        | 10          |             |  |
|  |               |               |               |               | Cuyo | Cuyo        | 10          |             |  |
|  |               |               | Mar del Plata | Mar del Plata | 12   |             |             |             |  |
|  | Entre Ríos    | Entre Ríos    | Mar del Plata | Mar del Plata | 12   | 8           |             |             |  |
|  | Entre Ríos    | Entre Ríos    |               |               |      | 8           |             |             |  |
|  | Mar del Plata | Mar del Plata | 9             |               |      |             |             |             |  |
|  | Mar del Plata | Mar del Plata | 9             |               |      |             |             |             |  |
|  |               |               |               |               |      |             |             |             |  |

### Zona 4
La Unión Argentina de Rugby actuó como sede de la Zona 4 con los encuentros disputándose en Buenos Aires.
|  | Semifinales  | Semifinales  | Semifinales |          |              | Final        | Final       | Final       |  |
|  | 9 de julio   | 9 de julio   | 9 de julio  |          |              | 10 de julio  | 10 de julio | 10 de julio |  |
|  |              |              |             |          |              |              |             |             |  |
|  |              |              |             |          |              |              |             |             |  |
|  | Buenos Aires | Buenos Aires | 115         |          |              |              |             |             |  |
|  | Buenos Aires | Buenos Aires | 115         |          |              |              |             |             |  |
|  | Austral      | Austral      | 0           |          |              |              |             |             |  |
|  | Austral      | Austral      | 0           |          | Buenos Aires | Buenos Aires | 66          |             |  |
|  |              |              |             |          | Buenos Aires | Buenos Aires | 66          |             |  |
|  |              |              | San Juan    | San Juan | 12           |              |             |             |  |
|  | Alto Valle   | Alto Valle   | San Juan    | San Juan | 12           | 0            |             |             |  |
|  | Alto Valle   | Alto Valle   |             |          |              | 0            |             |             |  |
|  | San Juan     | San Juan     | 44          |          |              |              |             |             |  |
|  | San Juan     | San Juan     | 44          |          |              |              |             |             |  |
|  |              |              |             |          |              |              |             |             |  |

## Eliminatoria interzonal
El encuentro interzonal clasificatorio para las semifinales del torneo enfrentó a los ganadores las zonas 3 y 4, la Unión de Rugby de Mar del Plata y Buenos Aires.
| 15 de agosto | Mar del Plata | 7 - 47 | Buenos Aires |  |  |

## Fase final
La Unión de Rugby del Valle del Chubut clasificó directamente a semifinales por ser sede de las fases finales.
|  | Semifinales   | Semifinales   | Semifinales   |              |         | Final         | Final         | Final         |  |
|  | 23 de octubre | 23 de octubre | 23 de octubre |              |         | 24 de octubre | 24 de octubre | 24 de octubre |  |
|  |               |               |               |              |         |               |               |               |  |
|  |               |               |               |              |         |               |               |               |  |
|  | Salta         | Salta         | 4             |              |         |               |               |               |  |
|  | Salta         | Salta         | 4             |              |         |               |               |               |  |
|  | Córdoba       | Córdoba       | 21            |              |         |               |               |               |  |
|  | Córdoba       | Córdoba       | 21            |              | Córdoba | Córdoba       | 10            |               |  |
|  |               |               |               |              | Córdoba | Córdoba       | 10            |               |  |
|  |               |               | Buenos Aires  | Buenos Aires | 19      |               |               |               |  |
|  | Buenos Aires  | Buenos Aires  | Buenos Aires  | Buenos Aires | 19      | 108           |               |               |  |
|  | Buenos Aires  | Buenos Aires  |               |              |         | 108           |               |               |  |
|  | Chubut        | Chubut        | 0             |              |         |               |               |               |  |
|  | Chubut        | Chubut        | 0             |              |         |               |               |               |  |
|  |               |               |               |              |         |               |               |               |  |

|                      |
| Buenos Aires Campeón |
| Décimo título        |